# Ryan Vandenburg
Ryan Vandenburg (* 12. September 1983 in Cambridge) ist ein kanadischer Beachvolleyballspieler.

## Karriere
Vandenburg begann seine Karriere an der Ryerson University. Dort spielte er von 2002 bis 2007 Volleyball und entwickelte sich zu einem der erfolgreichsten Spieler in der Geschichte der Universitätsmannschaft Ryerson Rams. 2007 begann er mit Beachvolleyball. Beim NORCECA-Turnier 2011 in Boca Chica wurde er mit Andrew Hinchey Fünfter. Bei den Québec Open spielte Vandenburg/Hinchey erstmals auf der FIVB World Tour, kamen jedoch wie auch bei den folgenden Åland und Den Haag nicht über hintere Plätze hinaus. 2013 gewannen sie das Turnier der National Volleyball League (NVL) in Mason und wurden Fünfte in Hermosa Beach. In der NORCECA-Serie belegten sie den sechsten Platz in San Diego und erreichten das Finale des Turniers in St. Lucia.
2014 wurden Vandenburg/Hinchey Vierte des NORCECA-Turniers auf Grand Cayman. Bei den Puerto Vallarta Open der World Tour trat Vandenburg mit Garrett May an, schied aber früh aus. Danach spielte er in der NVL-Serie wieder mit Hinchey und erreichte nach einem fünften Rang in Dallas zwei drei Plätze in Mason und Milwaukee. Ebenfalls Dritter wurde er mit Matt Zbyszewski in Hermosa Beach. 2015 spielten Vandenburg/Hinchey noch vier NVL-Turniere gemeinsam. Sie wurden Dritter in Panama-Stadt und Madeira Beach, Fünfter in Milwaukee und Siebter in Mason. Danach erreichte Vandenburg mit Drew Mallin das Finale des NVL-Turniers in Seattle und den fünften Rang in Port St. Lucie.
2016 bildete Vandenburg ein neues Duo mit Aaron Nusbaum, das auf der NORCECA-Tour Vierter auf Grand Cayman und Fünfter in Punta Cana wurde. In der NVL-Serie spielte Vandenburg drei Turniere mit Mallin (Neunter und Zweiter in Port St. Lucie, Dritter in Virginia Beach) sowie eins mit Hinchley (fünfter Platz in Columbus). Außerdem erreichte er noch einen vierten Platz mit Sergiy Grabovskyy beim NORCECA-Turnier in St. Lucia. 2017 belegten Vandenburg/Nusbaum bei den kontinentalen Turnieren in La Paz und Grand Cayman den siebten und vierten Platz. Beim NVL-Turnier in Long Beach wurde Vandenburg mit Mallin Fünfter. Vandenburg/Nusbaum qualifizierten sich über die NORCECA-Ausscheidung für die Weltmeisterschaft in Wien.